# Thawra, Salamiyah
Thawra - Um Qalaq (tiếng Ả Rập: الثورة) là một ngôi làng Syria nằm ở phó huyện Salamiyah thuộc huyện Salamiyah, Hama. Theo Cục Thống kê Trung ương Syria (CBS), Thawra - Um Qalaq có dân số 272 người trong cuộc điều tra dân số năm 2004.